# Castello di Borgo Fornari
Il castello di Borgo Fornari è stato un edificio difensivo e dimora nobiliare sita nella frazione di Borgo Fornari a Ronco Scrivia, nella città metropolitana di Genova.

## Storia

I resti visibili dall'Autostrada A7 Milano-Genova

Situato a dieci minuti di cammino dalla strada principale di Borgo Fornari, lungo un vicolo denominato Rian-na, la sua costruzione è databile dal 1121 al 1182 su un'altura dominante la sottostante importante via di comunicazione tra la valle Scrivia e l'allora feudo genovese di Voltaggio.
Secondo alcune fonti la sua edificazione fu voluta dalla famiglia dei Fornari, originari di Genova, da cui deriverà la denominazione del paese già sede di una contemporanea pieve dedicata a santa Maria Assunta. In seguito la proprietà passò alla nobile famiglia genovese degli Spinola che qui soggiornò.
Pochi anni dopo dal passaggio di proprietà il castello fu al centro di contrasti tra le due famiglie Spinola e Doria. Nel XV secolo la fortezza fu nuovamente teatro di scontro tra gli Spinola e la Repubblica di Genova. Filippo Maria Visconti, alleato dei primi, riuscì ad ottenere il possesso della fortezza che consegnò, come stabilito negli accordi di pace del maggio 1419, a papa Martino V.
Alcuni testi testimoniano la sosta presso il castello dei re Luigi XII di Francia nel 1506, Carlo V d'Asburgo, Francesco I di Francia nel 1525, Filippo II di Spagna e Massimiliano II d'Asburgo nel 1551.

## La struttura
Dell'antico castello rimangono ad oggi qualche corpo della struttura tra cui la ben conservata torre semicircolare in mattoni a vista, la cui costruzione è stata stabilita dagli storici più antica, e nella parte ovest da un muro; quest'ultimo è l'unico esempio di murature ancora esistenti nella valle del fiume Scrivia. Altra sezione ancora integra è la parte posta verso a valle destinata, secondo alcune supposizioni, alla guarnigione del castello.
Uno studio più approfondito sul castello ha messo in luce i diversi tipi di materiale utilizzato: nella parte soprastante il mattone mentre nella parte inferiore la pietra. Per il castello, acquistato dal comune di Ronco Scrivia, nel 2005 sono stati finanziati fondi per un maggiore restauro conservativo dell'antica fortezza.